# La Grand-Croix
La Grand-Croix település Franciaországban, Loire megyében. Lakosainak száma 4951 fő (2022. január 1.). La Grand-Croix Cellieu, L’Horme, Lorette és Saint-Paul-en-Jarez községekkel határos.

## Népesség
A település népességének változása:
| Lakosok száma | 5238 | 5125 | 4983 | 4954 | 5092 | 5072 | 5136 | 5172 | 5100 | 4951 |
|               | 1968 | 1982 | 1990 | 2006 | 2013 | 2015 | 2017 | 2019 | 2020 | 2022 |